# ジョゼプ・マリア・コマデバール
ピトゥ(Pitu)ことジョゼプ・マリア・コマデバール・クロウス(Josep María Comadevall Crous, 1983年11月24日 - ) は、スペイン・ジローナ県サルト (Salt) 出身の元サッカー選手である。現役時代のポジションはミッドフィルダー。

## 経歴
FCバルセロナの下部組織出身。2004-05年度には、下部組織所属のままトップチームにも参加していた。当時のトップチーム監督だったフランク・ライカールトからチャンスを与えられ、同年度最終節のアスレティック・ビルバオ戦にて出場機会を与えられた。
2005年にバルセロナBに昇格したが、トップチームへの昇格がかなわぬまま、ジローナFCへ移籍。CFガバを経て2008-09シーズンはUDラス・パルマスでプレーしたが、2009年夏に契約満了で退団した。
2010年1月、CFバダローナ (Club de Futbol Badalona) への加入が発表された。
2005年、バルセロナがJリーグのクラブと試合を行うために日本に遠征した時のメンバーのひとりである。